# John Peel (Politiker)
Sir William John Peel (* 16. Juni 1912; † 8. Mai 2004) war ein britischer Politiker.

## Biografie
Der Sohn des späteren Gouverneurs von Hongkong Sir William Peel trat nach der Schulausbildung ebenfalls wie sein Vater in den Dienst der britischen Kolonialverwaltung und war nach dem Ende des Zweiten Weltkrieges von 1946 bis 1948 Resident im Protektorat Brunei und im Anschluss zwischen 1949 und 1951 Residierender Kommissar der Kronkolonie der Gilbert- und Ellice-Inseln.
1957 wurde er als Mitglied der Conservative Party bei einer Nachwahl (By-Election) im Wahlkreis Leicester South East erstmals zum Mitglied des Unterhauses (House of Commons) gewählt und gehörte diesem bis Februar 1974 an.
Ein Höhepunkt seiner Abgeordnetentätigkeit war dabei seine umstrittene Verteidigung des Handelns der britischen Regierung während einer Debatte im Unterhaus im Juli 1959 über den Tod von elf mutmaßlichen Angehörigen der Mau-Mau in Kenia. Die Todesfälle in Internierungslagern wurden von der Regierung auf vergiftetes Wasser zurückgeführt, während die Ermittlungen ergaben, dass die Mau-Mau von afrikanischen Wärtern im Internierungslager Hola erschlagen wurden. Dabei löste insbesondere die folgende Äußerung heftige Kritik aus, die er nach unverzüglichen Protesten der oppositionellen Labour Party in einem Nachsatz zu lindern versuchte:
„There are obvious risks in dealing with desperate and subhuman individuals ... If honourable members remember the type of oath that was taken by Mau Mau followers, I am staggered to think that they can come to any other conclusion but that such men were, for the time being at least, subhuman.“
„Es gibt offensichtliche Risiken bei der Behandlung von gefährlichen und unmenschlichen Individuen ... Wenn die ehrenwerten Parlamentsmitglieder sich an der Art des Eides erinnern, der von den Angehörigen der Mau-Mau gegeben wird, bin ich verblüfft darüber, dass dieses nicht zu der Schlussfolgerung kommen müssen, dass solche Männer - ab der Zeit der Eidesabgabe - unmenschlich sind.“
Anschließend wurde er zunächst Junior Whip und später Whip (Parlamentarischer Geschäftsführer) der konservativen Fraktion im Unterhaus sowie darüber hinaus bis 1964 ein von seiner Partei wegen seiner effizienten Arbeit geschätztes Mitglied der Schatzkammer (Lord Commissioner of the Treasury).
Später entwickelte er sich zu einem überzeugten Verfechter der Europäischen Gemeinschaften (EG) und gehörte zu den sechs Unterhausabgeordneten der Tories, die einen offenen Brief an die wichtigsten europäischen Tageszeitungen schrieb, in dem diese erklärten, dass Großbritannien kein Veto Frankreichs gegen sein Aufnahmeersuchen zur EG akzeptieren würde. 
1972 wurde er Delegierter der Parlamentarischen Versammlung des Europarates und kurze Zeit später auch Präsident der Westeuropäischen Union (WEU). Darüber hinaus wurde er noch im gleichen Jahr zum Präsidenten der Nordatlantischen Versammlung gewählt.
Nach dem Beitritt Großbritanniens zum Gemeinsamen Markt der EG 1973 wurde er für seine Verdienste zum Knight Bachelor geschlagen und führte seitdem den Namenszusatz „Sir“. Außerdem wurde er Mitglied der britischen Delegation im Europaparlament in Straßburg.